# Испанская ярость (роман)
«Испанская ярость» — третья книга историко-авантюрной эпопеи Артуро Переса-Реверте о капитане Алатристе, опубликован в 1998 году. В оригинале роман называется «Солнце Бреды» (исп. El sol de Breda), но в России опубликован под названием «Испанская ярость». Предыдущий роман цикла — «Чистая кровь». Следующий роман цикла — «Золото короля».

## Сюжет
Действие происходит зимой 1624 года, через год после событий, описанных в предыдущем романе «Чистая кровь». Диего Алатристе и Иньиго Бальбоа отправляются в Голландию сражаться за Испанию. Герои воюют на земле и под землёй, избегают участия в мятеже и умудряются не погибнуть. Капитан Алатристе становится персонажем двух произведений: картины Веласкеса и комедии Кальдерона.
Место действия — Нидерланды, небольшой городок Аудкерк, в трех лигах (примерно пятнадцать километров) от осажденной крепости Бреда. В миле от городка, возле Руйтерской мельницы Иньиго получает боевое крещение. Он убивает в бою, лицом к лицу,  своего первого неприятеля. (Следует напомнить, что ещё в Мадриде Иньиго, выручая капитана Алатристе из засады, застрелил человека в спину.)
Диего Алатристе получает письмо от своего друга, Франсиско де Кеведо. Там говорится, что Гвальтерио Малатеста оправился от ран, полученных от рук Диего Алатристе и руководит шайкой головорезов, служащих Луи́су де Альке́сару. Кроме того, намекается, что Херонимо де ла Круз, единственный оставшийся в живых из семьи (роман Чистая кровь), покинул Испанию и отправился в Америку.
Иньиго тоже получает письмо от Анхелики де Алькесар. Коварная девчонка пеняет своему кавалеру, что он потерял её медальон. Сам Иньиго давно понял, что этот медальон являлся средством отправить его на костер. Кроме того, она заявляет, что «имеет на него виды».

### Персонажи
- Диего Алатристе вернулся в родной Картахенский полк, стяжать военные лавры (а вернее, заработать кусок хлеба). Его сопровождает Иньиго Бальбоа. Капитан Алатристе под Терхейденом совершает ещё один подвиг: командуя оставшимся без офицеров взводом, отбивает полковое знамя и труп погибшего командира полка.
- И́ньиго Бальбо́а — мочилеро (нестроевой паж, не записанный в воинский штат слуга воина) Диего Алатристе. За этот год возмужал и подрос. Понюхал пороху, исползал на пузе все траншеи и подкопы вокруг осажденной Бреды.
- дон Амброзио Спинола, генерал-капитан, командующий Армией Фландрии. Изображен на картине Сдача Бреды — здесь он центральный персонаж, принимает городские ключи от губернатора Юстина Нассауского.
- дон Педро де ла Амба — командир Картахенского полка, состоящего из двенадцати рот. Поскольку во имя дисциплины вешал солдат за дело и без дела, к нему прилепилась кличка, далекая от нормативной лексики (в русской версии его кличка - Петлеплёт, что тоже отражает смысл). Погиб под Терхейденом.
- Кармело Брагадо, дон, капитан — командир роты Картахенского полка, где служит Диего Алатристе. Отличается исполинским ростом. Неприятная улыбка обнажает крепкие желтоватые зубы. В резне при Руйтерской мельнице потерял на левой руке два пальца — безымянный и мизинец.
- Эрнан Торральба, дон, капитан — командир второй роты Картахенского полка.
- Мигель Чакон, прапорщик — знаменосец Картахенского полка. Погиб под Терхейденом. Иньиго Бальбоа утверждает, что знаменосцу на полотне Сдача Бреды (он держит на плече выцветшее в сине-белую шахматную клетку знамя) приданы его черты.
- Курро Гарроте — один из солдат роты капитана Кармело Брагадо. Поджарый и смуглый. Длинные, сальные волосы, редкая вьющаяся бородка. В левом ухе золотая серьга, правого уха нет.
- Себастьян Копонс — один из солдат роты капитана Кармело Брагадо. Невысокого роста, сухой. Необычайно молчалив — предпочитает общаться жестами. Прошел Италию и Фландрию, все тело покрыто рубцами и шрамами. Пятьдесят лет. Уроженец Уэски, родом из деревни Силья-де-Ансо.
- Хайме Корреас — мочилеро прапорщика Кото, однолеток и приятель Иньиго Бальбоа.
- Кальдерон де ла Барка, Педро — худой, невысокий, на вид лет двадцать — двадцать пять. Острое лицо, негустые каштановые усики, под нижней губой маленькая бородка. Впоследствии стал известен как выдающийся поэт и драматург. Написал комедию «Осада Бреды», где упоминается подвиг Диего Алатристе на форте под Терхейденом.